# Aleuritopteris dubia
Aleuritopteris dubia là một loài dương xỉ trong họ Pteridaceae. Loài này được C. Hope Ching mô tả khoa học đầu tiên năm 1941.